# Persone di nome Stanislav
| Questa pagina contiene informazioni ricavate automaticamente dalle voci biografiche con l'ausilio del template Bio e di un bot. L'aggiornamento è periodico e automatico e ricostruisce completamente la pagina. Se manca una persona in questa lista, sei pregato di non aggiungerla, ma accertati piuttosto che la sua voce biografica contenga il template Bio e che i dati anagrafici siano correttamente compilati. Se il template Bio manca, inseriscilo tu stesso o, in alternativa, metti l'avviso {{tmp\|Bio}} che ne segnala la mancanza. Se i dati riportati sono sbagliati, correggi direttamente la voce biografica; le modifiche saranno visibili in questa lista entro pochi giorni. Per chiarimenti vedi il progetto antroponimi. La lista contiene solo le 115 persone che sono citate nell'enciclopedia e per le quali è stato implementato correttamente il template Bio. Pagina aggiornata al 7 apr 2025. |

Questa è una lista di persone presenti nell'enciclopedia che hanno il nome Stanislav, suddivise per attività principale.

## Allenatori di calcio(6)
- Stanislav Čerčesov, allenatore di calcio e ex calciatore russo (Alagir, n. 1963)
- Stanislav Genčev, allenatore di calcio e ex calciatore bulgaro (Drjanovo, n. 1981)
- Stanislav Griga, allenatore di calcio e ex calciatore slovacco (Žilina, n. 1961)
- Stanislav Jarábek, allenatore di calcio e ex calciatore cecoslovacco (Suchá nad Parnou, n. 1938)
- Stanislav Karasi, allenatore di calcio e ex calciatore jugoslavo (Belgrado, n. 1946)
- Stanislav Šesták, allenatore di calcio e ex calciatore slovacco (Demjata, n. 1982)

## Allenatori di calcio a 5(1)
- Stanislav Hončarenko, allenatore di calcio a 5, allenatore di calcio e ex calciatore ucraino (Kiev, n. 1960)

## Arbitri di calcio(2)
- Stanislav Suchina, ex arbitro di calcio russo (Čerkasy, n. 1969)
- Stanislav Todorov, arbitro di calcio bulgaro (n. 1976)

## Arcivescovi cattolici(3)
- Stanislav Hočevar, arcivescovo cattolico sloveno (Jelendol, n. 1945)
- Stanislav Zore, arcivescovo cattolico sloveno (Znojile, n. 1958)
- Stanislav Zvolenský, arcivescovo cattolico slovacco (Trnava, n. 1958)

## Artisti(1)
- Stanislav Kolíbal, artista, illustratore e scultore ceco (Orlová, n. 1925)

## Artisti marziali misti(1)
- Stanislav Nedkov, artista marziale misto bulgaro (Veliko Tărnovo, n. 1981)

## Astronomi(1)
- Stanislav Alexandrovič Korotkij, astronomo russo (Mosca, n. 1983)

## Atleti paralimpici(1)
- Stanislav Ricci, atleta paralimpico italiano (Meždurečensk, n. 1983)

## Attori(4)
- Stanislav Boklan, attore ucraino (Brusyliv, n. 1960)
- Stanislav Govoruchin, attore e regista russo (Berezniki, n. 1936 - Barvikha, † 2018)
- Stanislav Ljubšin, attore e regista sovietico (Mosca, n. 1933)
- Stanislav Janevski, attore bulgaro (Sofia, n. 1985)

## Calciatori(36)
- Stanislav Andreyev, calciatore uzbeko (Tashkent, n. 1988)
- Stanislav Angelov, ex calciatore bulgaro (Sofia, n. 1978)
- Stanislav Bessmertnyj, calciatore russo (Rostov sul Don, n. 2004)
- Stanislav Bilen'kyj, calciatore ucraino (Donec'k, n. 1998)
- Stanislav Bohuš, ex calciatore ucraino (Zaporižžja, n. 1983)
- Stanislav Bučnev, calciatore russo (Vladikavkaz, n. 1990)
- Stanislav Hofmann, calciatore ceco (n. 1990)
- Stanislav Il'jučenko, calciatore russo (Jašalta, n. 1990)
- Stanislav Ivanov, ex calciatore moldavo (Tiraspol, n. 1980)
- Stanislav Ivanov, calciatore bulgaro (Gabrovo, n. 1999)
- Stanislav Kitto, ex calciatore estone (Narva, n. 1972)
- Stanislav Klobása, calciatore ceco (Brandýs nad Labem-Stará Boleslav, n. 1994)
- Stanislav Kocourek, calciatore cecoslovacco (n. 1921 - † 1992)
- Stanislav Kostov, calciatore bulgaro (Blagoevgrad, n. 1991)
- Stanislav Kočubyns'kyj, ex calciatore sovietico (Kiev, n. 1954)
- Stanislav Kricjuk, calciatore russo (n. 1990)
- Stanislav Kuliš, calciatore ucraino (Dnipropetrovsk, n. 1989)
- Stanislav Levý, ex calciatore e allenatore di calcio ceco (Praga, n. 1958)
- Stanislav Lobotka, calciatore slovacco (Trenčín, n. 1994)
- Stanislav Lunin, calciatore kazako (Öskemen, n. 1993 - † 2021)
- Stanislav Magkeev, calciatore russo (Vladikavkaz, n. 1998)
- Stanislav Manolev, ex calciatore bulgaro (Blagoevgrad, n. 1985)
- Stanislav Moravec, ex calciatore slovacco (Bratislava, n. 1964)
- Stanislav Mykycej, calciatore ucraino (Donec'k, n. 1989)
- Stanislav Namașco, calciatore moldavo (Tiraspol, n. 1986)
- Stanislav Pelc, ex calciatore cecoslovacco (Ústí nad Labem, n. 1955)
- Stanislav Pryčynenko, ex calciatore ucraino (Sinferopoli, n. 1991)
- Stanislav Rabotov, calciatore bulgaro (Rakovski, n. 2002)
- Stanislav Seman, ex calciatore cecoslovacco (Košice, n. 1952)
- Stanislav Tecl, ex calciatore ceco (Jindřichův Hradec, n. 1990)
- Stanislav Varga, ex calciatore slovacco (Lipany, n. 1972)
- Stanislav Velický, calciatore slovacco (Lakšárska Nová Ves, n. 1981)
- Stanislav Vlček, ex calciatore ceco (Vlašim, n. 1976)
- Stanislav Žekov, ex calciatore bulgaro (Burgas, n. 1980)
- Stanislav Šopov, calciatore bulgaro (Plovdiv, n. 2002)
- Stanislav Štrunc, calciatore cecoslovacco (Plzeň, n. 1942 - † 2001)

## Canottieri(1)
- Stanislav Lusk, canottiere cecoslovacco (Třeboň, n. 1931 - Praga, † 1987)

## Cestisti(10)
- Stanislav Bojadžiev, cestista e allenatore di pallacanestro bulgaro (Sofia, n. 1945 - † 2020)
- Stanislav Erëmin, ex cestista e allenatore di pallacanestro sovietico (Sverdlovsk, n. 1951)
- Stanislav Il'nickij, cestista russo (Belgorod, n. 1994)
- Stanislav Kameník, ex cestista ceco (Litoměřice, n. 1968)
- Stano Kropilák, cestista cecoslovacco (Kremnica, n. 1955 - Bratislava, † 2022)
- Stanislav Medvedenko, ex cestista ucraino (Karapyshi, n. 1979)
- Stanislav Slavejkov, cestista bulgaro (Šumen, n. 1986)
- Stanislav Stankov, ex cestista bulgaro (Haskovo, n. 1967)
- Stanislav Tymofejenko, cestista ucraino (Dnipropetrovs'k, n. 1989)
- Stanislav Vykydal, cestista cecoslovacco (n. 1933 - Brno, † 2020)

## Chimici(1)
- Stanislav Brebera, chimico cecoslovacco (Přelouč, n. 1925 - Pardubice, † 2012)

## Fisici(1)
- Stanislav Kalesnik, fisico e geografo sovietico (San Pietroburgo, n. 1901 - Leningrado, † 1977)

## Fondisti(2)
- Stanislav Řezáč, fondista ceco (n. 1973)
- Stanislav Volžencev, fondista russo (Orsk, n. 1985)

## Fotografi(1)
- Stanislav Tereba, fotografo cecoslovacco (Praga, n. 1938 - † 2023)

## Generali(1)
- Stanislav Galić, generale serbo (Banja Luka, n. 1943)

## Giornalisti(1)
- Stanislav Markelov, giornalista e avvocato russo (Mosca, n. 1974 - Mosca, † 2009)

## Hockeisti su ghiaccio(2)
- Stanislav Gron, hockeista su ghiaccio slovacco (Bratislava, n. 1978)
- Stan Mikita, hockeista su ghiaccio canadese (Sokolce, n. 1940 - Chicago, † 2018)

## Judoka(1)
- Stanislav Semënov, judoka russo (n. 1990)

## Karateka(1)
- Stanislav Horuna, karateka ucraino (Leopoli, n. 1989)

## Lunghisti(1)
- Stanislav Tarasenko, ex lunghista russo (n. 1966)

## Marciatori(1)
- Stanislav Emel'janov, marciatore russo (Saransk, n. 1990)

## Matematici(1)
- Stanislav Smirnov, matematico russo (Leningrado, n. 1970)

## Musicisti(1)
- Stas Michajlov, musicista e cantautore russo (Soči, n. 1969)

## Nuotatori(1)
- Stanislav Donec, ex nuotatore russo (Dimitrovgrad, n. 1983)

## Ostacolisti(1)
- Stanislav Mel'nykov, ostacolista ucraino (Odessa, n. 1987)

## Pallavolisti(5)
- Stanislav Dinejkin, pallavolista russo (Stavropol', n. 1973)
- Stanislav Erëmin, pallavolista russo (Sinferopoli, n. 1985)
- Stanislav Petkov, pallavolista bulgaro (Plovdiv, n. 1987)
- Stanislav Šimin, pallavolista serbo (Novi Sad, n. 1986)
- Stanislav Vartovník, ex pallavolista slovacco (Poprad, n. 1978)

## Pattinatori artistici su ghiaccio(3)
- Stanislav Leonovič, pattinatore artistico su ghiaccio sovietico (Sverdlovsk, n. 1958 - † 2022)
- Stanislav Zacharov, ex pattinatore artistico su ghiaccio russo (Odincovo, n. 1981)
- Stanislav Žuk, pattinatore artistico su ghiaccio sovietico (Ul'janovsk, n. 1935 - Mosca, † 1998)

## Pianisti(1)
- Stanislav Bunin, pianista russo (Mosca, n. 1966)

## Pistard(1)
- Stanislav Moskvin, ex pistard sovietico (Leningrado, n. 1939)

## Poeti(2)
- Stanislav Kostka Neumann, poeta, giornalista e politico ceco (Praga, n. 1875 - Praga, † 1947)
- Stanislav Schulhof, poeta ceco (Horní Bradlo, n. 1864 - Pardubice, † 1919)

## Politici(3)
- Stanislav Gross, politico ceco (Praga, n. 1969 - Praga, † 2015)
- Stanislav Ivanovyč Hurenko, politico sovietico (Ilovajs'k, n. 1936 - Kiev, † 2013)
- Stanislav Kosior, politico sovietico (Węgrów, n. 1889 - Mosca, † 1939)

## Psichiatri(1)
- Stanislav Grof, psichiatra ceco (Praga, n. 1931)

## Pugili(1)
- Stanislav Stepaškin, pugile sovietico (Mosca, n. 1940 - Mosca, † 2013)

## Registi(3)
- Stanislav Mitin, regista sovietico (Tashkent, n. 1950 - Natanya, † 2023)
- Stanislav Iosifovič Rostockij, regista e sceneggiatore russo (n. 1922 - † 2001)
- Stanislav Viktorovič Čaplin, regista sovietico (Vyšnij Voločëk, n. 1932 - † 2013)

## Scacchisti(1)
- Stanislav Bogdanovič, scacchista ucraino (Odessa, n. 1993 - Mosca, † 2020)

## Schermidori(1)
- Stanislav Pozdnjakov, schermidore russo (Novosibirsk, n. 1973)

## Scrittori(1)
- Stanislav Zámečník, scrittore e storico ceco (Nivnice, n. 1922 - Praga, † 2011)

## Taekwondoka(1)
- Stanislav Denisov, taekwondoka russo (n. 1993)

## Tennisti(1)
- Stanislav Birner, ex tennista cecoslovacco (Karlovy Vary, n. 1956)

## Tuffatori(1)
- Stanislav Oliferčyk, tuffatore ucraino (Mariupol', n. 1996)

## Velocisti(1)
- Stanislav Kovalenko, velocista ucraino (n. 1997)

## Vescovi cattolici(3)
- Stanislav Lipovšek, vescovo cattolico sloveno (Jankova, n. 1943)
- Stanislav Přibyl, vescovo cattolico ceco (Praga, n. 1971)
- Stanislav Zela, vescovo cattolico ceco (Horní Nětčice, n. 1893 - Radvanov, † 1969)

## Senza attività specificata(1)
- Stanislav Sočivica, croato (Trebigne, n. 1715)